# Minairó
Los minairons son seres fantásticos, muy pequeños y trabajadores propios del folklore del Pallars y de la zona pirenaica de Cataluña norte-Occidental.
De ciertas casas que se habían enriquecido mucho se decía que tenían un canutillo con minairones, ya que se creía que en uno de estos canutos podía haber centenares de minairones. Al abrirse el canuto, los minairones salían y decían: què farem?, què direm? -"¿qué haremos, qué diremos?"- y si la persona que lo había abierto no les ordenaba hacer algún trabajo inmediatamente, lo mataban; pero si les mandaba hacer algo (fuera lo que fuese) lo hacían rápidamente.
Se decía que las piedras de muchas tarteras de las montañas las habían formado los minairones obedeciendo la orden de su dueño cuando éste, por olvido o accidente, había abierto el canuto en medio de la montaña. El amo desesperado frente la amenaza de tener éstos seres diminutos que lo rodeaban diciendo: "què farem, què direm?" les ordenaba simplemente reunir todas las piedras de los alrededores en un punto concreto. No era hasta una vez terminado el trabajo, hecho a gran velocidad, que les podía mandar que volviesen a entrar de nuevo dentro del canuto.
También se decía que si pasaba mucho tiempo sin que les dieses órdenes enfermaban y morían.